# 恋の構造/トリックスター
「恋の構造/トリックスター」（こいのこうぞう/トリックスター）は、新谷良子の4thシングル。2004年9月23日にLantisよりリリースされた。特典として『恋の構造』PV収録のDVDが収められている。 

## 収録曲
1. 恋の構造 [3:34]
  - 作詞：Funta、作曲：太田雅友、編曲：宅見将典
2. トリックスター [4:17]
  - 作詞・作曲・編曲：R・O・N
3. 恋の構造（INST）
4. トリックスター（INST）